# Burg Leonberg (Oberpfalz)
Die Burg Leonberg ist eine abgegangene Burg in der gleichnamigen oberpfälzer Gemeinde Leonberg im Landkreis Tirschenreuth (eventuell Leonberg 22) in Bayern.

## Geschichte
Die Burg und der Ort wurden in der Zeit der Markgrafschaft der Babenberger im Nordgau gegründet. 1224 wurden von den Babenbergern Zehnte des Regensburger Bischofs an das Kloster Waldsassen übergeben. Die Burg gehörte den Ortsadeligen, von denen 1202 erstmals ein Heinrico de Liemberg aufscheint. Dieser ist markgräflicher Ministeriale und vermutlich Gründer der Burg. 1224 verkaufen Heinrich und Gebhard von Leonberg einen Babenberger Zehent in Großensterz an das Kloster Waldsassen. 1230 tritt ein Ernfriede de Limberch beim Verkauf seines Allods Dobrigau  an Waldsassen auf. 1242 klagt ein Ulrich von Linperch gegen das Kloster, da sein Bruder Heinrich u. a. die Burg an das Kloster verkauft hat. Mit dem Verkauf an Waldsassen verschwindet die Burg Leonberg aus der Geschichte. Die Leonberger treten in der Folge bis um 1270 als Vasallen der Landgrafen von Leuchtenberg auf, ohne dass sie aber neue Besitzungen erworben hätten.

## Lokalisierung und Aussehen
Diese vermutliche Burggründung im 12. Jahrhundert war vermutlich nur eine Motte (Turmhügelburg) mit einem Wirtschaftshof. In einem Salbuch des Pfarrers Ignatius Hartung über die Pfarrei Leonberg wird ein Stiftbrief von 1420 zitiert, nach dem ein Abt Martin den Sitz zu Leonberg in eine Pfarrei umgewandelt habe. Möglicherweise geht damit der heutige Pfarrhof (errichtet 1772 an der Stelle eines früheren Vierseithofes) auf das frühere Rittergut zurück.